# 1527
- Wikisource

| Calendário gregoriano                                                        | 1527 MDXXVII                                          |
| Ab urbe condita                                                              | 2280                                                  |
| Calendário arménio                                                           | 976 – 977                                             |
| Calendário bahá'í                                                            | -317 – -316                                           |
| Calendário budista                                                           | 2071                                                  |
| Calendário chinês                                                            | 4223 – 4224 Início a 1 de fevereiro (aproximadamente) |
| Calendário copta                                                             | 1243 – 1244                                           |
| Calendário etíope                                                            | 1519 – 1520                                           |
| Calendários hindus - Vikram Samvat - Calendário nacional indiano - Cáli Iuga | 1582 – 1583 1448 – 1449 4627 – 4628                   |
| Calendário Holoceno                                                          | 11527                                                 |
| Calendário islâmico                                                          | 933 – 934                                             |
| Calendário judaico                                                           | 5287 – 5288                                           |
| Calendário persa                                                             | 905 – 906                                             |
| Calendário rúnico                                                            | 1777                                                  |
| Calendário solar tailandês                                                   | 2070                                                  |

1527 (MDXXVII, na numeração romana) foi um ano comum do século XVI do calendário juliano, da Era de Cristo, e a sua letra dominical foi F (52 semanas), teve início a uma terça-feira e terminou também a uma terça-feira.
| Ano completo                       |
| ---------------------------------- |
| Ano comum com início à terça-feira |

## Eventos
- 1 de Janeiro — Os nobres croatas elegem Fernando I da Áustria como o rei da Croácia.
- 5 de janeiro — Felix Manz, co-fundador dos suíços anabatistas torna-se a  primeira vítima da Reforma Radical aos ser executado por afogamento em Zurique, por desobedecer a um édito local que proibia o rebatismo.
- 13 de março — Confirmação da concessão da capitania da ilha de Santa Maria dos Açores a João Soares de Sousa.
- 30 de abril — Guerra da Liga de Cognac: Os reis Francisco I de França e Henrique VIII de Inglaterra assinam o Tratado de Westminster, no qual se comprometiam a juntar as suas forças contra Carlos V, sacro-imperador romano-germânico.
- 6 de maio — Guerra da Liga de Cognac: Saque de Roma (1527) por tropas alemãs e espanholas de Carlos V.
- 16 de maio — Os partidários de Savonarola voltam a remover os Médici do poder na República Florentina.
- 17 de junho
  - A frota da expedição de Pánfilo de Narváez zarpa de Sanlúcar de Barrameda com o objetivo de colonizar a Flórida.
  - A Suécia adota o luteranismo como religião oficial, em substituição do catolicismo.
- 22 de junho — Tropas do Sultanato de Demak tomam Sunda Kelapa, a cidade do reino hindu de Sonda onde os portugueses tinham um porto. A cidade é rebatizada Jayakarta, nome na origem do atual: Jacarta, a capital da Indonésia.[1]
- Criação da Provedoria das Armadas, com sede em Angra, Açores.
- Regresso de Sá de Miranda a Portugal, um evento apontado como o início do classicismo no país.
- Kalim-Allah Xá, último soberano do Sultanato de Bamani foge da sua capital por recear ser assassinado, o que marca o fim daquele estado indiano.

## Nascimentos
- 1 de maio — Johannes Stadius, matemático, astrônomo e historiador flamengo (m. 1579).
- 21 de maio — Rei Filipe II de Espanha, Filipe I de Portugal (m. 1598).[2]
- 31 de julho — Maximiliano II, sacro-imperador romano-germânico (m. 1576).
- 23 de dezembro — Hugo Donellus, humanista e jurisconsulto francês (m. 1591).

## Mortes
- 21 de junho — Nicolau Maquiavel, historiador, filósofo e dramaturgo italiano (n. 1496).